# 富山県道156号北島東町線
富山県道156号北島東町線（とやまけんどう156ごう きたじまひがしまちせん）は、富山県中新川郡上市町内を通る一般県道である。

## 概要

### 路線データ
- 起点：富山県中新川郡上市町北島字上鉾田割（富山県道46号上市北馬場線交点）
- 終点：富山県中新川郡上市町東町字下町（富山県道146号五位尾上中町線交点）
- 実延長：895m

## 沿革
- 1960年（昭和35年）4月23日 - 認定[1]

## 地理

### 通過する自治体
- 富山県中新川郡上市町

### 接続する道路
- 富山県道46号上市北馬場線（起点：上市町北島字上鉾田割）
- 富山県道146号五位尾上中町線（終点：上市町東町字下町）

### 周辺
- 富山県立上市高等学校
- 上市川